# 山際 (厚木市)
山際（やまぎわ）は、神奈川県厚木市に位置する大字。厚木市の中の依知地区の大字の一つである。

## 地理
厚木市の大字である山際は、同市の北東側の依知台地や相模川沿いの一部に位置する。周辺の大字としては東で猿ケ島、北で上依知、西で下川入、南で関口と同市内の同じ依知地区の大字とそれぞれ接している。なお東側の一部では同じ神奈川県の座間市と、その間を流れる相模川を境に隣り合っている。

## 世帯数と人口
2021年（令和3年）3月1日現在（厚木市発表）の世帯数と人口は以下の通りである。
| 大字 | 世帯数 | 人口    |
| ---- | ------ | ------- |
| 山際 |        | 7,193人 |

### 人口の変遷
国勢調査による人口の推移。
| 年                 | 人口  |
| ------------------ | ----- |
| 1995年（平成7年）  | 7,311 |
| 2000年（平成12年） | 7,092 |
| 2005年（平成17年） | 7,239 |
| 2010年（平成22年） | 7,030 |
| 2015年（平成27年） | 6,901 |
| 2020年（令和2年）  | 7,024 |

### 世帯数の変遷
国勢調査による世帯数の推移。
| 年                 | 世帯数 |
| ------------------ | ------ |
| 1995年（平成7年）  | 2,576  |
| 2000年（平成12年） | 2,598  |
| 2005年（平成17年） | 2,823  |
| 2010年（平成22年） | 2,767  |
| 2015年（平成27年） | 2,841  |
| 2020年（令和2年）  | 3,096  |

## 学区
市立小・中学校に通う場合、学区は以下の通りとなる（2022年10月時点）。
| 番・番地等 | 小学校             | 中学校             |
| --- | ------------------ | ------------------ |
| 1番地～48番地2、48番地4～78番地1 78番地3～11、78番地19～79番地1 79番地3・6、79番地14～80番地1 80番地6～81番地1、81番地6～84番地1 84番地3～85番地1、85番地3～327番地 335番地1～393番地、395番地 433番地1、434番地～528番地9 530番地2、533番地～551番地1 552番地、553番地2～4 554番地2・8、992～1003番地 1008番地～1134番地9、1138～1139番地 1575～1590番地、1728番地 | 厚木市立依知小学校 | 厚木市立藤塚中学校 |
| 48番地3、78番地2・12～18 79番地2・4〜5・7〜13 80番地2～5、81番地2～5 84番地2、85番地2、328～334番地 | 厚木市立依知小学校 | 厚木市立依知中学校 |
| 上記以外 | 厚木市立北小学校   | 厚木市立藤塚中学校 |

## 事業所
2021年（令和3年）現在の経済センサス調査による事業所数と従業員数は以下の通りである。
| 大字 | 事業所数  | 従業員数 |
| ---- | --------- | -------- |
| 山際 | 219事業所 | 1,670人  |

### 事業者数の変遷
経済センサスによる事業所数の推移。
| 年                 | 事業者数 |
| ------------------ | -------- |
| 2016年（平成28年） | 205      |
| 2021年（令和3年）  | 219      |

### 従業員数の変遷
経済センサスによる従業員数の推移。
| 年                 | 従業員数 |
| ------------------ | -------- |
| 2016年（平成28年） | 1,421    |
| 2021年（令和3年）  | 1,670    |

## 周辺の交通
- 道路
  - 国道129号
  - 神奈川県道65号厚木愛川津久井線
  - 首都圏中央連絡自動車道（圏央道）
国道129号と県道65号は山際交差点で合流する（県道65号においてはその交差点が起点である）。
また圏央道は山際内の東側（相模川寄り）に南北に貫いており、その道路沿いに厚木パーキングエリアがあり、この内の下り側のそのパーキングエリアはこの山際内（一部は関口との境上にある）に存在する（上り側のパーキングエリアは関口内である）。なおこの山際内に圏央道へのインターチェンジは存在しない（同じ依知地区の中依知にそのインターチェンジが存在し、国道129号を経由してそこへ向かう経路がある）。
- バス路線
  - 神奈川中央交通（神奈中バス）
全て厚木営業所のバスが担当しており、国道129号に沿って南は厚木バスセンターや本厚木駅（小田急小田原線）、東は（国道246号へ介して）海老名駅（JR相模線や小田急小田原線、相鉄本線）へ結んでいる他、国道129号の北方向へ沿いながら原当麻駅（JR相模線）や内陸工業団地など、また県道65号へ廻って愛川町役場などへとそれぞれの運用として担っている。鉄道路線がこの山際内に通っていないため、神奈中バスで先述の各路線の駅まで利用する場合が多い。

## 周辺の施設や店舗など
- 厚木山際郵便局
- 厚木市立北小学校
- 多賓山長福寺
- 山際神社

以下は国道129号沿いに存在する。
- マクドナルド129山際店
- すき家厚木北店
- セブンイレブン厚木山際店
- セブンイレブン厚木山際南店
- スリーエフ厚木山際店
- ZOA厚木店

## その他

### 日本郵便
- 郵便番号 : 243-0803[3]（集配局 : 厚木北郵便局[14]）。